# Waleri Grigorjewitsch Korsun
Waleri Grigorjewitsch Korsun (russisch Валерий Григорьевич Корзун; * 5. März 1953 in Krasny Sulin, Oblast Rostow, Russische SFSR) ist ein ehemaliger russischer Kosmonaut.

## Ausbildung
Korsun schloss 1974 seine Pilotenausbildung ab und diente danach in den Luftstreitkräften als Pilot, war Kommandant eines Geschwaders und Fallschirmspringer (rund 400 Absprünge). 1987 absolvierte er die Gagarin-Luftwaffenakademie und wurde im März des gleichen Jahres in den Kosmonautenkader aufgenommen. Im Dezember begann er die anderthalbjährige Grundausbildung im „Sternenstädtchen“.

## Raumfahrertätigkeit
Ab September 1989 trainierte Korsun für einen Einsatz mit verschiedenen Besatzungen zur Raumstation Mir. Vom Oktober 1992 gehörte er einer Kosmonautengruppe an, die sich für eine Rettungsmission vorbereitete. Zwischen Frühjahr 1994 und dem Sommer des folgenden Jahres bereitete er sich für einen Langzeitaufenthalt auf Mir vor.
Korsun erhielt im Oktober 1995 seinen ersten Einsatzbefehl für einen Raumflug. Er war für den erkrankten Gennadi Manakow eingesprungen und kommandierte die französisch-russische Mission „Cassiopée“, die im August 1996 mit dem Start von Sojus TM-24 begann. Während die Französin Claudie André-Deshays nach zwei Wochen zur Erde zurückkehrte, blieben Korsun und sein Bordingenieur Kaleri bis Anfang März 1997 auf der Station Mir.
Ab Januar 1999 stand Korsun der Kosmonautenabteilung im Sternenstädtchen vor. Im Juni des Jahres wurde ihm die Leitung einer Ersatzmannschaft übertragen, und er trainierte für die ISS-Expedition 3.
Danach bereitete sich Korsun als Kommandant der ISS-Expedition 5 für seinen zweiten Flug vor. Die Mission begann Anfang Juni 2002 an Bord der US-Raumfähre Endeavour mit STS-111. Zusammen mit der Amerikanerin Whitson und seinem russischen Kollegen Treschew arbeitete Korsun ein halbes Jahr an Bord der Internationalen Raumstation. Anfang Dezember 2002 wurde er mit seiner Crew wieder vom Shuttle Endeavour (STS-113) abgeholt und mit zur Erde genommen.
Im September 2003 schied Korsun aus dem aktiven Kosmonautendienst aus und ist seitdem stellvertretender Leiter des Ausbildungszentrums.

## Privates
Korsun und seine Frau haben einen Sohn.